# Agarna bengalensis
Agarna bengalensis är en kräftdjursart som beskrevs av Kumari, Hanumantha Rao och Shaymasundari 1990. Agarna bengalensis ingår i släktet Agarna och familjen Cymothoidae. Inga underarter finns listade i Catalogue of Life.